# Onesia wolongensis
Onesia wolongensis är en tvåvingeart som beskrevs av Chen och Fan 1993. Onesia wolongensis ingår i släktet Onesia och familjen spyflugor.
Artens utbredningsområde är Sichuan (Kina). Inga underarter finns listade i Catalogue of Life.